# Біргитта Тротциг
Біргитта Тротциг, уроджена Астрі Біргитта К'єлль (швед. Astri Birgitta Kjellén, Astri Birgitta Trotzig; 11 вересня 1929, Гетеборг — 14 травня 2011, Лунд) — шведська письменниця.

## Біографія
Дід Біргитти був лікарем-психіатром, батьки — сільськими вчителями. Дівчина вивчала літературу та мистецтво у Гетеборзькому університеті, де й захистила диплом у 1948 році. Співпрацювала із найбільшою національною газетою «Aftonbladet» та літературними журналами. У 1955—1972 роках, разом з чоловіком — художником і скульптором Ульфом Тротцигом, проживала в Парижі. Змінила віросповідання на католицтво (1955). Глибоко цікавилася постатями та творчістю Івана від Хреста і П'єра Тейяра де Шардена.
Проживала в Уппсалі.

## Творчість
Романи, новели, вірші у прозі Біргитти Тротциг близькі до релігійного екзистенціалізму. Авторка активно працювала як есеїст, їй належать статті про сучасну поезію, а також нариси із питань етики.

## Видання

### Художня проза
- Ur de älskandes liv / Із життя закоханих (1951)
- Bilder / Картини (1954, вірші у прозі)
- De utsatta: En legend / Беззахисні (1957, історичний роман)
- Ett landskap: Dagbok, fragment 54-58 (1959)
- En berättelse från kusten / Повість про узбережжя (1961, історичний роман, присвячений Неллі Закс)
- Utkast och förslag (1962)
- Levande och döda: Tre berättelser / Живі і мертві (1964, три новели)
- Sveket / Зрада (1966)
- Ordgränser / На кордоні слів (1968)
- Teresa (1969)
- Sjukdomen / Недуга (1972, історичний роман)
- I kejsarens tid: Sagor / В епоху імперії (1975)
- Berättelser / Історії (1977)
- Jaget och världen (1977)
- Anima: Prosadikter / Душа (1982, вірші у прозі)
- Dykungens dotter: En barnhistoria / Дочка болотного короля (1985, за мотивами Андерсена)
- Porträtt: Ur tidshistorien / Портрети. До історії часу (1993)
- Sammanhang: Materialen / Контекст. Матеріали (1996, вірші у прозі)
- Dubbelheten: tre sagor / Двоїстість. Три розповіді (1998)
- Gösta Oswald (2000)

### Есе
- Utkast och förslag / Думки та нариси (1962)
- Jaget och världen / Я і світ (1977)

## Публікації російською мовою
- Зрада: Роман // Полювання на свиней: Шведська сучасна проза. СПб.: БЛІЦ, 1998.
- Двоїстість: три саги. СПб: Вид-во журналу «Зірка», 2002.
- Коваль. [Архівовано 26 червня 2019 у Wayback Machine.] розповідь [Архівовано 26 червня 2019 у Wayback Machine.]
- Вірші у прозі

## Визнання
Біргитта Тротциг — одна із найвідоміших і найавторитетніших шведських письменників. За вагомий внесок у шведську літературу отримала такі відзнаки: Премії газет Svenska Dagbladet (1957) та Aftonbladet (1961), Премію Шведської академії літератури і наук про літературу Doblougska priset (1970), Премію Сельми Лагерлеф (1984) та багато інших нагород. Була членкинею Шведської академії (1993).
Книги Тротциг перекладені англійською, французькою, німецькою, іспанською, італійською, нідерландською, фінською, румунською, македонською й іншими мовами.